# 棒球球路

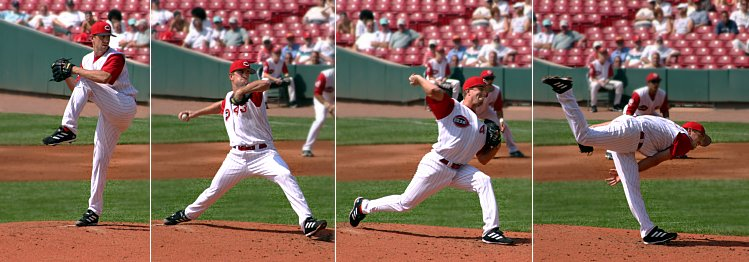
The typical motion of a pitcher.

棒球球路是指棒球投手所投出的球路總稱，種類相當多變。

## 種類

### 快速球
速球是棒球運動最常見的球路，大部分的投手都有一手速球做為自己的競爭武器，當中又以四縫線速球最是普遍。基本來講，速球的要點就是速度，投手必須有良好的身體機制，盡全力投球的同時，也講求球進壘的位置（控球），更甚者使對手揮棒落空。而隨著握法的不同，速球也能擁有一些變化尾勁（例如向內、向外），漸演化出切球、指叉球、伸卡球等子類型的速球球路。以下列出幾個速球的種類：
- 四縫線快速球
- 二縫線快速球(伸卡球)
- 切球
- 快速指叉球
- 噴射球
- R快速球

### 變化球
- 曲球
- 彈指曲球
- 滑球
- 彈指滑球
- 滑曲球
- 螺旋球
- 蝴蝶球

### 變速球
- 變速球
- 圈指變速球(OK球)
- 叉指變速球(螃蟹球)
- 掌心球
- 指叉球

### 其他
- 彈指球
- 小便球
- 子彈球
- 口水球